# 葉時茂
叶时茂，字允丰，号得溪，福建同安县在坊里岭下人，居于从顺里瑶江。清朝军事将领，武探花及第。
叶时茂早年拜师习武，苦练不辍，乾隆二十八年（1763年）高中癸未武科会元，殿试登一甲第三名，授官二等侍卫。差满，外放广西柳州游击、融怀参将、新大副将等职。乾隆末致仕，回乡里居。闲时好吟咏，有《得溪诗集》。